# Myriopholis erythraeus
Myriopholis erythraeus — вид змій родини струнких сліпунів (Leptotyphlopidae). Мешкає в Ефіопії і Еритреї.

## Поширення і екологія
Myriopholis erythraeus мешкають в Еритреї (на узбережжі Червоного моря, зокрема на островах архіпелагу Дахлак) та в Ефіопії (у Афарській улоговині, на південний захід до національного парку Аваш). Вони живуть в сухих чагарникових заростей, на висоті до 1100 м над рівнем моря. Відкладають яйця.